# Fude + Serrahn Milchprodukte
Die Fude + Serrahn Milchprodukte GmbH & Co. KG ist ein Molkerei- und Handelsunternehmen für Molkereiprodukte mit Sitz in Hamburg und Standorten in Gransee (Molkerei), Berlin (Butter, Joghurt und Ayran) und Coesfeld (Molkerei). Die Tochtergesellschaft Molkerei Niesky stellt in Niesky und Olbernhau verschiedene Käsesorten her. Eine eigene Flotte von 32 LKW transportiert die Milch.
Das Unternehmen befand sich im Mehrheitsbesitz (51 %) der DMK Deutsches Milchkontor GmbH (Zeven) und wurde im dortigen Konzernabschluss konsolidiert. Im Herbst 2021 gab DMK bekannt, die Mehrheit an Fude + Serrahn zu verkaufen und zukünftig nur noch 10 % der Anteile zu halten. Käufer der Anteile ist die Fude + Serrahn Vermögensverwaltungsgesellschaft mbH der geschäftsführenden Gesellschafter Mark Fude und Andreas Serrahn.

## Konzern
In den Jahresabschluss werden folgende Beteiligungen einbezogen:
- EXIMO Agro-Marketing GmbH, Hamburg (100 %)
- F+S Liquid Logistik GmbH (100 %)
- F+S Milchwerk Coesfeld GmbH, Coesfeld (100 %)
- Molkerei Niesky GmbH, Niesky (100 %)
- Molkerei Wiegert GmbH & Co. KG, Velen (90 %)
- Molkerei Wiegert Verwaltungs GmbH, Velen (90 %)
- Poelmeyer Holding GmbH (50 %)

Zur Poelmeyer Holding GmbH in Lehrte gehören die Allerstedter Käserei H.J. Poelmeyer GmbH, die Breitunger Käserei Ernst Rumpf GmbH und die Herz König Harzinger Vertrieb GmbH. Die 208 Mitarbeiter erwirtschafteten einen Umsatz von 79,2 Mio. Euro (Stand: 31. Dez. 2020). Geschäftsführer sind Kai Poelmeyer und Andreas Serrahn. 